# Aniculus

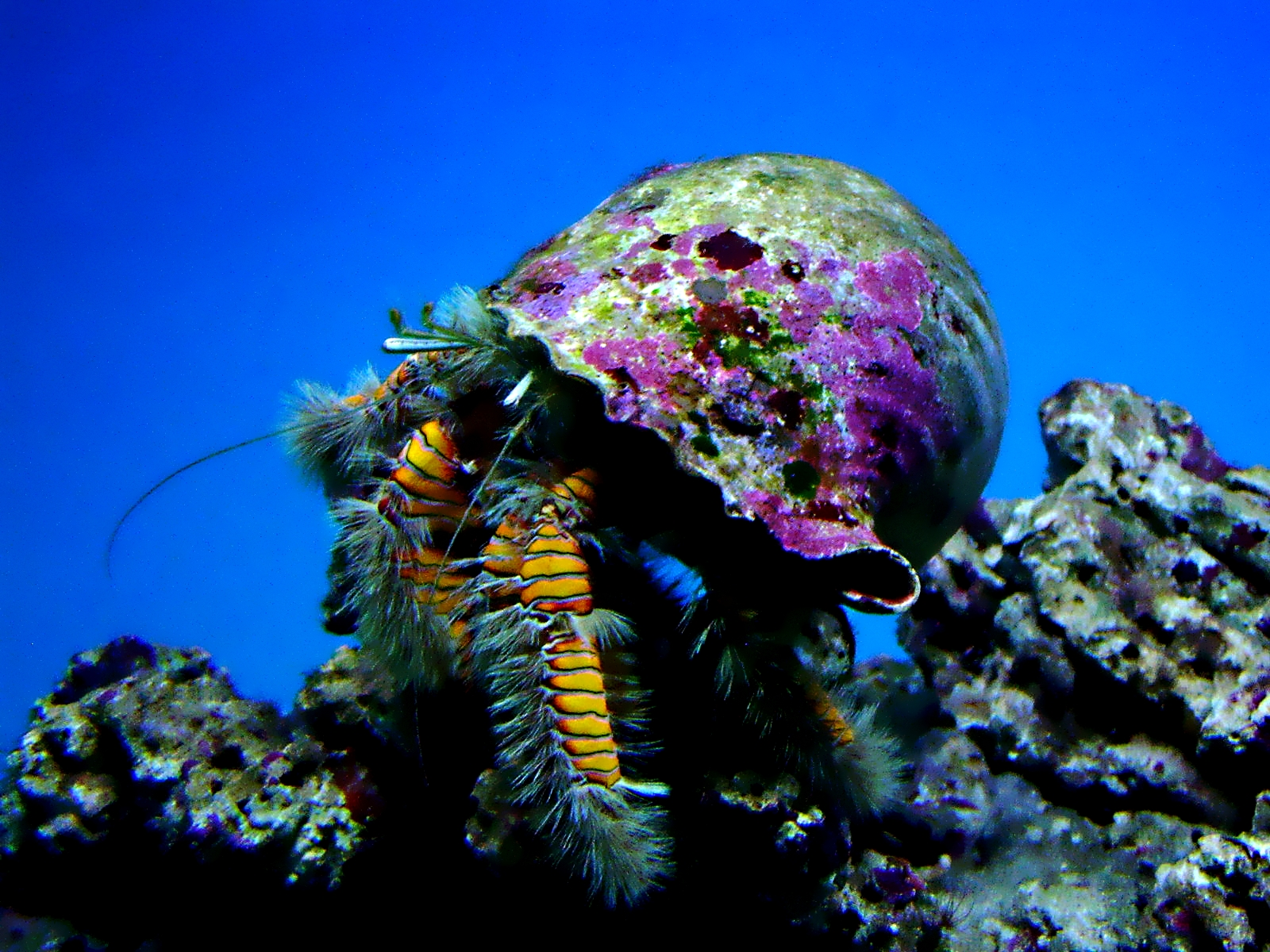
Aniculus maximus

Aniculus es un género de crustáceos decápodos de la familia Diogenidae.
Como en el resto de la familia, el nombre genérico común de las especies comprendidas en este género es cangrejo ermitaño, ya que, al tener el abdomen fuera de la protección del exoesqueleto, para protegerse se refugia dentro de conchas vacías de moluscos.
El caparazón y el cuerpo es de forma paguroide, como todas las especies de la familia. Los pedúnculos oculares son circulares en sección transversal y sin aplanar lateralmente. Las antenas son largas y subcilíndricas. Tienen los terceros maxilípedos aproximados basalmente. Cuentan con 13 o 14 pares de branquias y no tienen pleópodos pareados en ningún sexo.
Se distribuye en aguas tropicales y subtropicales del océano Indo-Pacífico.

## Especies
El Registro Mundial de Especies Marinas, WoRMS, en inglés, acepta las siguientes especies:
- Aniculus aniculus. (Fabricius, 1787)

- Aniculus elegans. Stimpson, 1858

- Aniculus erythraeus. Forest, 1984

- Aniculus hopperae. McLaughlin & Hoover, 1996

- Aniculus maximus. Edmondson, 1952

- Aniculus miyakei. Forest, 1984

- Aniculus retipes. Lewinsohn, 1982

- Aniculus sibogae. Forest, 1984

- Aniculus ursus. (Olivier, 1812)